# Neslette
Neslette é uma comuna francesa na região administrativa de Altos da França, no departamento de Somme. Estende-se por uma área de 2,07 km². Em 2010 a comuna tinha 84 habitantes (densidade: 40,6 hab./km²).